# Fresno, Kalifornija
Fresno ([frézno], angl. IPA: /ˈfrɛznoʊ/, iz španščine, pomeni 'jêsen') je mesto v ameriški zvezni državi Kaliforniji. Leži v južnem, sušnejšem delu obsežne ravnice Central Valley, ki se razteza po večjem delu osrednje Kalifornije. Z malo manj kot pol milijona prebivalci je peto največje mesto v Kaliforniji. Celotno velemestno območje Fresna ima več kot 900 000 prebivalcev in je drugo največje v nižini Central Valley (za Sacramentom).